# Mayazomus meridianus
Espèce
Mayazomus meridianus est une espèce de schizomides de la famille des Hubbardiidae.

## Distribution
Cette espèce est endémique du Honduras.

## Publication originale
- Armas, 2019 : Diversidad de Pedipalpi (Arachnida: Amblypygi, Schizomida, Thelyphonida) en Centroamérica. Revista Ibérica de Aracnología, no 34, p. 55–68.